# Nikolai Txernixevski
Nikolai Txernixevski (rus: Николай Гаврилович Чернышевский)  (Saràtov, 12 de juliol de 1828 (Julià) - Saràtov, 17 d'octubre de 1889 (Julià)), nom complet amb patronímic Nikolai Gavrílovitx Txernixevski, fou un revolucionari i un filòsof socialista (vist per alguns com un socialista utòpic) rus. Va ser el líder del moviment revolucionari a l'Imperi Rus, conegut com a Naródniki, en la dècada del 1860, i una figura que va influir a líders com Vladímir Lenin, Emma Goldman o Svetozar Marković. El seu treball més conegut és la novel·la Què fer?, publicada el 1863.

## Biografia
El pare de Nikolai Txernixevski era sacerdot ortodox. Nikolai començà estudis al seminari de Saràtov, abans de continuar els seus estudis a la Universitat de Sant Petersburg el 1846. En surt diplomat el 1850 i esdevé professor de literatura en un liceu de la seva ciutat natal. Retorna a Sant Petersburg el 1852 per ocupar el càrrec d'editor en cap de la revista El Contemporani. Aquesta revista li serveix per publicar els seus primers assajos polítics i filosòfics, així com les seves crítiques literàries.
El 7 de juliol és detingut i empresonat a la Fortalesa de Pere i Pau de Sant Petersburg. Va escriure la seva novel·la més famosa Què fer ? que marcarà molts revolucionaris en la història de Rússia, des de Lenin a Emma Goldman. La novel·la va ser publicada a les pàgines d'El Contemporani en 1863.
Després de dos anys d'empresonament, és jutjat i condemnat a presó de per vida el maig de 1864. Fins 1872, és empresonat per treballar en una mina, i des de 1872 a 1883, és desterrat a Viliúisk, Iacútia i Astracan, una ciutat més indulgent en les ribes de la mar Càspia. Txernixevski aconsegueix el dret de retornar a Saràtov el 1889, on hi mor el 17 d'octubre de 1889.

## Les seves idees
Socialista utòpic, comunista, nihilista o fins i tot llibertari, Txernixevski no es deixa enquadrar fàcilment en una escola política o filosòfica. En l'encreuament de camins, massa grafòman i massa polivalent per limitar-se a unes poques àrees precises, en les seves múltiples obres, pouades de les fonts del socialisme utòpic cristià francès i de la seva pròpia educació religiosa, va elaborar un sistema polític i econòmic que se n'inspirava, va desitjar una revolució sense treballar-hi gens ni mica, serví — potser sense voler-ho — d'inspiració per als moviments terroristes i fou considerat com el cap dels nihilistes sense potser esser-ne un ell mateix, i acabà per ser integrat a la llista d'autors oficials d'un règim soviètic que no era ni de bon tros el model que defensava.
Txernixevski és un perfecte representant de la generació dels « homes dels anys 60 ». Els intel·lectuals russos de la generació que el precedeix (els « homes dels anys 40 »), els Aleksandr Herzen, els Bakunin, els Ivan Turguénev, són en la seva major part nobles, ben educats, que havien estudiat més en francès que en rus, i disposaven d'una fortuna personal; llurs gustos literaris i artístics, però també llur filosofia i de vegades llur mode de vida són els de la generació romàntica: llurs referències s'anomenen Jean-Jacques Rousseau, George Sand o Hegel. Els «homes dels anys 60 », a contrari, són plebeus (pertanyen a la classe dels raznotxintsi, els «sense-rang», que no són ni nobles, ni pagesos, ni marxants), van estudiar als seminaris (molts són fills d'eclesiàstics) i després a les universitats, havien de treballar per viure; són fermament materialistes, amb amb Ludwig Feuerbach, afirmen ser seguidors del positivisme d'Auguste Comte i advoquen pel realisme en l'art. Políticament, no fan altra cosa que plasmar les idees democràtiques reformistes, de la «primavera dels pobles» de 1848 i de Lamartine, però somnien amb una revolució socialista que asseguri el benestar de les masses, la caiguda de la monarquia autocràtica i la llibertat política, social, moral i sexual.
Per a Txernixevski, la via del progrés (social, econòmic, moral, filosòfic, estètic...) cal cercar-la en la ciència. Aquesta és alhora un valor en si mateix, el fonament de l'organització econòmica i social que permet d'arribar a la prosperitat econòmica, i en si mateixa és condició del benestar i un criteri d'avaluació de la realitat i de judici estètic. Encara adolescent, havia jurat descobrir el moviment perpetu, que permetria d'abolir tota necessitat de treball físic; més tard, tracta de descobrir una fórmula matemàtica universal que descriu i regeix el conjunt de la realitat. La primacia és, doncs, per a les matemàtiques, però tampoc no negligeix les ciències aplicades, en particular l'economia i la medicina (Kirsanov i Lopukhov, dos dels protagonistes de Què fer?, són estudiants de medicina, com d'altra banda també ho és Bazarov, l'heroi de Pares i fills, de Turguénev); hom retroba les fons cristianes de Txernixevski, de les quals es nodrí durant la seva infància, i que retroba més tard a les obres de Charles Fourier i els socialistes utòpics francesos: el treball físic i la malaltia són les càrregues de l'home, que cal abolir amb la finalitat de construir la nova societat, perquè la revolució social només pot ser la instauració d'un nou Edèn.

## Influència sobre Lenin
| « | Lenin el considera l'únic veritable gran escriptor rus que en els anys 1850-1889 sap romandre al nivell d'un integral materialisme filosòfic, però sense arribar mai a l'altura de Marx i Engels. | » |

Mentre era a la presó, del desembre de 1862 al 1863, va escriure la seva obra principal, la novel·la "Què fer?". Aquesta novel·la exercí una fortíssima i duradora influència sobre les successives generacions de revolucionaris russos. El 1902
Lenin va triar el mateix nom per al seu text en la qual esbossava la teoria de l'organització del Partit Revolucionari propi en honor de l'obra de Nikolai Txernixevski.
Txernixevski fou una de les constants referències de Lenin, durant les seves activitats revolucionàries, fins al punt que les últims setanta pàgines dels Quaderns filosòfics, són un homenatge a aquest filòsof que va morir a Saràtov quan el líder bolxevic tenia 19 anys. El mateix Karl Marx estava convençut de l'enorme potencial que tenien les idees de Txernixevski. Les pàgines de Lenin dedicades a Txernixevski als Quaderns Filosòfics, escrites en el bienni 1909-1911, es deriven d'un treball de Plekhànov, publicat a Sotsialdemokrat, una revista socialista, que va tenir vida al bienni 1890-1892. Sempre a Quaderns filosòfics, Lenin analitzà l'obra probablement més important de Steklov sobre la figura de Nikolai Txernixevski.

## Obres
- Relacions estètiques de l'art i de la realitat, 1855
- Assajos sobre l'època de Gógol en la literatura russa
- Monarquia de juliol (maig del 1860)
- Capital i treball
- Què fer ?, 1862-1863

## Llegat
La universitat estatal de Saràtov porta el nom de Txernixevski.